# Collix anaxia
Collix anaxia là một loài bướm đêm trong họ Geometridae.